# Uj Idők lexikona
Az Uj Idők lexikona egy nagy terjedelmű magyar nyelvű lexikon volt, amely Horthy-korszak végén jelent meg.

## Kiadási története
Az Uj Idők lexikona a két világháború közötti időszak egyik jelentős kulturális kiadványa volt. A gondolat az Uj Idők című korabeli neves folyóirat szerkesztőitől eredt. A szerkesztőbizottság az Előszóban megszólította „az olvasót, akinek ajándékul szánta ezt a művet, valamennyi munkája közül a legnagyobbszabásút, ötven esztendő óta. Az olvasót, akinek ezzel a húszkötetes, minden ízében eredeti lexikonnal szeretné megköszönni, hogy évtizedeken át híven kitartott amellett az életfelfogás, világszemlélet mellett, amelynek terjesztésére negyven év előtt indult a magyar családi otthonok felé az Uj Idők.”
A kiadást az ugyancsak nagy hagyományokkal rendelkező Singer és Wolfner Irodalmi Intézet Rt. vállalta és végezte el Budapesten 1936 és 1942 között. 

### Terjedelme
A mindössze 6 év alatt megjelent teljes sorozat 24 darab, egyenként 255 – lexikonokra jellemzően kéthasábos – oldalas kötetet tartalmazott. Létezett olyan verzió is, ahol az egyes kötetek kettesével egybekötve jelentek meg, azaz elsőre 12 kötetesnek tűnő sorozat. A valóban óriásira sikeredett munka teljes terjedelme mintegy 6200 nyomtatott oldal. Ezzel valószínűleg a korszak 2. legnagyobb könyve, ismereteink szerint terjedelmét csak a Pintér Jenő-féle A magyar irodalom története: tudományos rendszerezés (7108 oldal) és talán a Bánlaky József-féle A magyar nemzet hadtörténelme (24 kötet, nem ismert oldalszám) előzi meg. (Az I. világháború előtt már elkezdett Révai nagy lexikonát [16.671 oldal] és a Gulyás Pál által elkezdett, de be nem fejezett Magyar írók élete és munkái – új sorozatot nem számítva [eddig 9.309 kéthasábos oldal]).

### Jellemzői
A lexikon-sorozat táblázatokkal, kottamintákkal, térképekkel, fekete-fehér és színes szövegképekkel és egész oldalas képekkel (rajzok, fényképek, ábrák) illusztrálva jelent meg. 
A 18x25 cm-es nagyságú kötetek egyszerű fekete borítóval jelentek meg, amelyeken aranyozott betűkkel az „UJ IDŐK LEXIKONA” cím szerepelt. Általában a borítóhoz aranyozott hálódíszítéssel, sorozat- és kötetcímmel ellátott fekete könyvgerinc csatlakozott, azonban létezett egy ritkább gerincváltozat is: itt a sötétkék alapon alul-felül piros mezőben szerepelt az aranyozott sorozat- és kötetcím.

### Előfordulása napjainkban
- A sorozat fakszimile kiadással nem rendelkezik. Antikváriusi forgalomban viszonylag gyakran elő fordul,[9] ennek ellenére árveréseken is keresett.[10]

- Költségtérítéses-elektronikus formában az Arcanum.hu honlapján érhető el.

## Munkatársak
Az Uj Idők lexikona főszerkesztője nem ismert. Nagy számú munkatársát az I. kötet XI–XIV. oldala sorolja fel:
- Angeli Ottó
- Anghi Csaba
- Angyal Pál
- Bacsó Jenő
- Bäck Ernő
- Baktay Ervin
- Ballenegger Andor
- Balog Emil
- Bányász Jenő
- Baranyai Erzsébet
- Benedek László
- Benedek Marcell
- Benkő Pál
- Benyovszky Károly
- Bierbauer Virgil
- Bíró József
- Bittera Miklós
- Bognár Gusztáv
- Bogsch László
- Bonkáló Sándor
- Boros Ádám
- Brachfield Olivér Ferenc
- Budai Gergely
- Buday Árpád
- Bulla Béla
- Cavalloni Ferenc
- Cholnoky Jenő
- Cotel Ernő
- Csatkai Endre
- Csányi Károly
- Császár Elemér
- Csuka Zoltán
- Csukás Zoltán
- Csulak Elemér
- Czobor Alfréd
- Deseő Antal
- Dobrovits Aladár
- Donhofferné Mittag Margit
- Dorning Henrik
- Döhrmann Viktor
- Dulovits Jenő
- Ecsedi István
- Egyed István
- Eisler János
- Erdey-Grúz Tibor
- Farkas Aladár
- Fenyvessy Béla
- Finkey József
- Fitz József
- Fodor Gyula
- Frigyes Béla
- Fritz Gusztáv
- Gabona Lajos
- Gajzágó Dezső
- Gáldi László
- Gerő László
- Goldberger Lajos
- Görög Sándor
- Gráf András
- Groffits Gábor
- Gundel Károly
- Gyarmathy Béla
- György Ernő
- Győry Tibor
- Hajós Károly
- Halamka Gyula
- Halasy-Nagy József
- Hámos György
- Hanasiewiczné Géber Ilona
- Hankó Béla
- Haraszti József
- Harrer Ferenc
- Héjja Pál
- Heller Bernát
- Hencz Lajos
- Hermann István Egyed
- Hevesi Sándor
- Holló Gyula
- Horay Gusztáv
- Horn József
- Horváth Tibor
- Huszár Lajos
- Huzella Tivadar
- Illyés Géza
- Imre Sándor
- Jaskó Sándor
- Jávorka Sándor
- Kachelmann Curt
- Kadić Ottokár
- Kalmár János
- Karkoványi Ákos
- Kelényi Jenő
- Keleti Kornél
- Kemény Ferenc
- Kemény István
- Keresztessy Ernő
- Kérészy Zoltán
- Kiss Dénes
- Klemp Gusztáv
- Koch Sándor
- Kogutovicz Lajos
- Koltay-Kastner Jenő
- Korbuly Domokos
- Kovács Alajos
- Kozocsa Sándor
- Kölbig Ferenc
- Kőszegi Imre
- Krepuska István
- Krutkovszky Károly
- Kumorovitz Lajos
- Kuncz Ödön
- Kúnos Ignác
- Kunszt János
- Kutassy Endre
- Kühár Flóris
- Lakó György
- Lambrecht Kálmán
- Leffler Béla
- Lévy Lajos
- Liber Endre
- Lósy-Schmidt Ede
- Löventritt Arnold
- Lukinich Imre
- Luttor Ignác
- Lyka Károly
- Malán Mihály
- Marczinkó Ferenc
- Márffy-Mantuano Rezső
- Máté Károly
- Mayer Géza
- Meister Endre
- Mező Ferenc
- Minich Károly
- Mladiáta A. János
- Mócsy János
- Moesz Gusztáv
- Modrovich Ferenc
- Moll Szilárd
- Möller Károly
- Molnár Antal
- Molnár Frigyes
- Mühlbeck Károly
- Nágel Ede
- Nagy Ferenc
- Nagy Géza
- Nagy Tibor
- Nevelős Gyula
- Noszlopi László
- Nyilas-Kolb Jenő
- Olgyay Miklós
- Ortutay Gyula
- Pánczél Lajos
- Papp Remig
- Pattantyús-Ábrahám Géza
- Pekár Mihály
- Perczel Sándor
- Perlaky Mihály
- Pethes László
- Petrovics Elek
- Pettenkoffer Sándor
- Pettkó-Szandtner Tibor
- Pillitz Dezső
- Pinczés Zoltán
- Pintér Jenő
- Pukánszky Béla
- Rácz György
- Raith Tivadar
- Reiter László
- Rezsny Kálmán
- Rózsaffy Dezső
- Rutich Jenő
- Sándor János
- Sárkány Sándor
- Scherman Vilmos
- Schiller Pál
- Schoen Arnold
- Scipiades Elemér
- Semsey Géza
- De Sgardelli Caesar
- Siegescu Miklós
- Simon Béla
- Simonffy Aladár
- Sólyom Barna Zoltán
- Sólyom Jenő
- Somló Ernő
- Soós Lajos
- Spolarich László
- Stefán Valér
- Szabó Árpád
- Szabó Sándor
- Szabó Zoltán
- Szabolcsi Bence
- Szalóki Zoltán
- Széchy Károly
- Személyi Kálmán
- Szendrey Ákos
- Szilágyi János
- Szilágyi László
- Szilágyi Loránd
- Szladits Károly
- Sz. Nagy Béla
- Szondy Viktor
- Takács Zoltán
- Tass Antal
- Tábori Kornél
- Tábori Pál
- Telegdi Zsigmond
- Tettamanti Béla
- Tillmann István
- Tolnai Gábor
- Tomasovszky Imre
- Tóth Elemér
- Tóth László
- Török János
- Török Lajos
- Traeger Ernő
- Takács Albert
- Turóczi-Trostler József
- Ujhelyi József
- Urbányi János
- Vadnai Béla
- Vági István
- Vály Ferenc
- Verebélÿ Tibor
- Veress Pál
- Verő József
- Vörös László
- Vidor Pál
- Waldapfel Imre
- Weszely Ferenc
- Wiczián Dezső
- Wildner Ödön
- Winkler János
- Wodnyánszky György
- Wulff Olaf
- Yolland Arthur
- Zichy István

## Szerzői jogok
A lexikon kiadási éve régebbi, mint a szerzői jogi védelmi idő (70 év), ezért tartalma valószínűleg szabadon felhasználható. (Jelenleg (2025) az 1955 előtt elhunyt szerzők művei, valamint az 1955 előtt kiadott több szerző által készített művek közkincsek, és szabadon felhasználhatóak.)

## Kötetbeosztás
Az alábbi táblázat a sorozat kötetbeosztását tartalmazza. Érdekesség, hogy – más lexikonoktól eltérően – a kiadók a kötetek folyamatos oldalszámozása mellett döntöttek.
| Kötetszám | Kötetcím             | Kiadási év | Oldalszám  |
| --------- | -------------------- | ---------- | ---------- |
| I.        | A–Almafa             | 1936       | 1–288.     |
| II.       | Almafa–Assisi        | 1936       | 289–544.   |
| III.      | Assistens–Békepipa   | 1936       | 545–800.   |
| IV.       | Békés–Börcs          | 1936       | 801–1056.  |
| V.        | Bőrcsipke–Cigányok   | 1936       | 1057–1312. |
| VI.       | Cigányos–Cumulus     | 1937       | 1313–1568. |
| VII.      | Cún–Drótféreg        | 1937       | 1569–1824. |
| VIII.     | Drótfogó–Eöttevényi  | 1937       | 1825–2080. |
| IX.       | Eötvös–Fejsze        | 1938       | 2081–2336. |
| X.        | Fejtés–Frémont       | 1938       | 2337–2592. |
| XI.       | French–Gyalogtőr     | 1938       | 2593–2848. |
| XII.      | Gyalóka–Herczegh     | 1938       | 2849–3104. |
| XIII.     | Herder–Indogermánok  | 1939       | 3105–3360. |
| XIV.      | Indokelták–Kamcsatka | 1939       | 3361–3616. |
| XV.       | Kámea–Kitaibel       | 1939       | 3617–3872. |
| XVI.      | Kitaibelia–Láz       | 1939       | 3873–4128. |
| XVII.     | Lazacfélék–Makedón   | 1940       | 4129–4384. |
| XVIII.    | Makedonia–Nád        | 1940       | 4385–4640. |
| XIX.      | Nád–Oratio           | 1940       | 4641–4896. |
| XX.       | Orator–Pozdor        | 1941       | 4897–5152. |
| XXI.      | Pozdorja–Schiller    | 1941       | 5153–5408. |
| XXII.     | Schiller–Szikes      | 1941       | 5409–5664. |
| XXIII.    | Szikesfalu–Udvarház  | 1942       | 5665–5952. |
| XXIV.     | Udvarhely–Zygota     | 1942       | 5953–6256. |

## Honlapok
- antikvarium.hu
- bookline.hu
- regikonyvek.hu
- antikva.hu
- darabanth.com
- axioart.com
- Arcanum.hu